# Gambusia georgei
Gambusia georgei is een zoetwatervis, verwant aan het muskietenvisje, uit de familie Poeciliidae en de orde tandkarpers. Het is een klein visje dat gemiddeld 3,3 cm lang was. Het is pas in 1969 beschreven als inheemse vis die voorkwam in de San Marcos Spring en Rivier in Texas. Sinds 1983 is het visje niet meer in het wild waargenomen. 

## Beschrijving en status als uitgestorven diersoort
Het visje was donker gekleurd met een blauwachtige tint en vaak met gele vinnen, waarbij langs de rand van de rugvin een donkere streep was te zien.

Gambusia georgei is alleen aangetroffen in een één kilometer lange strook in de San Marcos rivier nabij de bronnen, in helder, schoon water waarin de temperatuur niet te veel varieert.  Het plaatsje San Marcos ligt in Texas, 48 km ten zuidwesten van Austin en 74 km ten noordoosten van San Antonio.

Gambusia georgei wordt door de IUCN sinds 1988 als uitgestorven beschouwd. Overigens is het nog de vraag of dit werkelijk zo is.